# Етиен Морис Фалконе
Етиен Морис Фалконе (на френски: Étienne Maurice Falconet) (1 декември 1716 - 4 януари 1791) е френски скулптор, академик от 1754 г.
Работи модели на малки групи – деца, танцьорки, галантни сцени. Скулптурни композиции:
- Милон Кротонски, разкъсан от лъв - 1754 г.;
- Пигмалион и Галатея - 1763 г.;
- Зима – 1765 г.;
- Паметникът на Петър I - 1767-1778 г. в Санкт Петербург на Адмиралтейския площад.

Превежда Плиний Стари за изкуството.

## Галерия
- Камий Фалконе (1747)
- Милон от Кротон, разкъсван от лъв (1754)
- Бронзовият конник, 1755
- Бронзовият конник (фрагмент)
- Застрашителният Амур, 1755
- Къпеща се (1758)
- Пигмалион и Галатея (1763)
- Зима, 1771